# 邗州
邗州，中国古代的州。
唐高祖武德七年（624年）改兖州为邗州。治所在江都县（今江苏省扬州市）。下辖江都县、高邮县、海陵县。唐高祖武德九年（626年）改在今南京市的扬州废除，辖县分属宣州、润州。改邗州为扬州，从此江都专有扬州之名。
唐朝邗州刺史
- 任瓌（624年）